# Гарнетт, Кевин
Кевин Морис Гарнетт (англ. Kevin Maurice Garnett; родился 19 мая 1976 года в Гринвилле, Южная Каролина) — американский баскетболист. Один из лучших баскетболистов ассоциации 2000-х годов. В 2004 году был признан самым ценным игроком регулярного сезона, в 2008 году — лучшим оборонительным игроком, 15 раз принимал участие в матчах всех звёзд, по девять раз был включён в символические сборные всех звёзд и всех звёзд защиты. В составе сборной США стал олимпийским чемпионом в 2000 году. Гарнетт одиннадцать сезонов (1995—2007) выступал за клуб «Миннесота Тимбервулвз», а в 2007 году перешёл в «Бостон Селтикс», в составе которого впервые в своей карьере стал чемпионом НБА в сезоне 2007/08. После шести лет пребывания в Массачусетсе Кевин вместе со своим партнером по «Бостону» Полом Пирсом перешёл в «Бруклин Нетс». Вернулся в Миннесоту 19 февраля 2015 года.
Известен своим универсализмом, входит в топ-20 в истории НБА по 3 из 5 основным статистическим показателям (подборы, перехваты и блок-шоты), по очкам в одно время входил в топ-20, после чего был вытеснен другими игроками. Единственный игрок в истории НБА, на счету которого более 25 000 очков, 10 000 подборов, 5000 передач, 1500 блок-шотов и 1500 перехватов в регулярных сезонах. Занимает пятое место в истории НБА по количеству проведённых матчей.
В сентябре 2016 года Кевин Гарнетт объявил о завершении карьеры, опубликовав видео на своей странице в Instagram. Член Зала славы баскетбола с 2020 года.

## Ранние годы

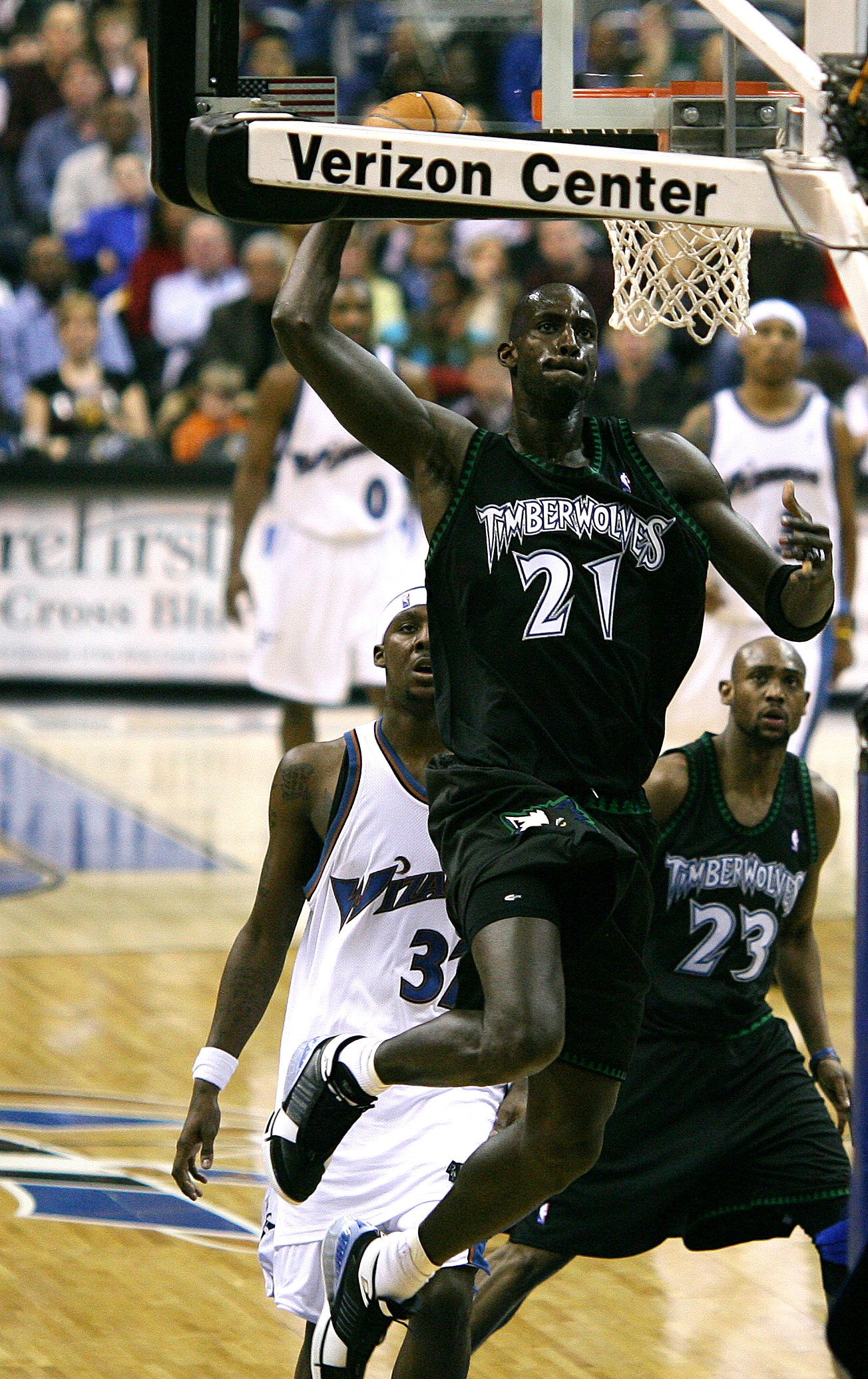
Гарнетт в составе «Тимбервулвз»

Кевин родился в Гринвилле, штат Южная Каролина. Его родители, Ширли Гарнетт и О’Льюис Маккаллох, не были женаты и после рождения сына не жили вместе. Кевина и двух его сестёр, Соню и Эшли, воспитывала мать, работавшая на двух работах, чтобы обеспечить семью. Отец Гарнетта играл в баскетбол на позиции центрового в школе, а затем в местных лигах. Кевин пошёл по его стопам, с ранних лет увлекшись баскетболом, его любимой командой были «Лос-Анджелес Лэйкерс», а кумиром защитник этой команды, Мэджик Джонсон. Гарнетт учился в средней школе Молдина и выступал за местную баскетбольную команду, но перед его выпускным классом группа чернокожих учеников избила своего белого одноклассника. Гарнетт сам в избиении участия не принимал, но был рядом, когда прибыла полиция и арестовала всех присутствующих. Безукоризненная репутация Кевина, местной звезды баскетбола, была подмочена. Опасаясь продолжения расового раздора, он перевёлся в Чикаго, штат Иллинойс. В своём последнем школьном сезоне Гарнетт в среднем за игру набирал 25 очков, делал 18 подборов, 6 передач и 6 блок-шотов. Его признали лучшим баскетболистом штата Иллинойс среди школьников, а газета USA Today назвала его лучшим игроком среди школьников, кроме того он стал лучшим игроком матча всех звёзд школьной лиги. Помимо баскетбола Гарнетт также играл в школе в футбол, и с тех пор является большим поклонником этого вида спорта, болеет за клуб «Челси».

## Профессиональная карьера

### Миннесота Тимбервулвз (1995–2007)
В 1995 году был выбран на драфте под пятым номером на драфте НБА 1995 года командой «Миннесота Тимбервулвз» и стал первым игроком, выбранным сразу из средней школы с 1975 года. В последних 42 играх года набирал в среднем 14 очков, 8,4 подбора и 2,26 блок-шота в стартовом составе. В то время Гарнетт был самым молодым игроком НБА в истории в возрасте 19 лет и 11 месяцев.
В  течение сезона 1996–97 Гарнетт набирал в среднем 17,0 очков, 8,0 подборов, 3,1 передачи, 2,1 блок-шота и 1,7 перехвата. С результатом 40–42 «Тимбервулвз» впервые в истории франшизы вышли в плей-офф, Гарнетт и Том Гульотта впервые сыграли в Матче звезд, а  Стефон Марбери зарекомендовал себя как ценный молодой ведущий защитник. Однако «Хьюстон Рокетс» во главе с Хакимом Оладжьювоном, Клайдом Дрекслером и Чарльзом Баркли оказались слишком сильными, и «Тимбервулвз» были разгромлены со счетом 3:0 в первом раунде плей-офф НБА 1997 года.
1 октября 1997 года Тимбервулвз и Гарнетт договорились о шестилетнем продлении контракта на беспрецедентную сумму в 126 миллионов долларов. Несмотря на негодование общественности по поводу его нового контракта, Гарнетт продолжал улучшаться свои показатели, набирая в среднем 18,5 очков, 9,6 подбора, 4,2 передачи, 1,8 блок-шота и 1,7 перехвата за игру. Он снова был участником Матча всех звезд, и «Тимбервулвз» завершили сезон со своим первым победным рекордом в истории франшизы (45–37 за сезон). Второй год подряд «Тимбервулвз» выбыли из плей-офф в первом раунде, на этот раз проиграв 3:2 команде «Сиэтл Суперсоникс» и суперзвезде разыгрывающему Гэри Пэйтону.
В сезоне НБА 1999–2000 годов Гарнетт продолжал свою выдающуюся игру, набирая в среднем 22,9 очка, 11,8 подборов, 5,0 передач, 1,6 блок-шота и 1,5 перехвата за игру.
В сезоне НБА 2000–01 Гарнетт привел «Тимбервулвз» к рекорду 47–35 и вошел во вторую команду Сборной всех звёзд НБА, но снова «Тимбервулвз» не прошли первый раунд плей-офф, проиграв «Сан-Антонио Спёрс» 3–1.

#### MVP и чемпионы дивизиона (2001–2004)
В сезоне 2001-02 Гарнетт провел еще один выдающийся сезон, набирая в среднем 21,2 очка, 12,1 подбора, 5,2 передачи, 1,6 блока и 1,2 перехвата за игру.  Тем не менее, «Тимбервулвз» проиграли в первом раунде в шестой раз подряд, на этот раз «Даллас Маверикс» со счетом 3: 0 под руководством Майкла Финли, Стива Нэша и Дирка Новицки. Следующий сезон Гарнетта был одним из лучших в его карьере: 23,0 очка, 13,4 подбора, 6,0 передач, 1,6 блок-шота за игру, что принесло ему вторую номинацию в первую команду Сборной всех звёзд и второе место в голосовании за MVP. «Тимбервулвз» показали хороший результат 51-31, но в седьмой раз подряд они не вышли из первого раунда, на этот раз проиграв «Лос-Анджелес Лейкерс» 4–2.
Гарнетт в среднем за сезон набирал 24,2 очка, 13,9 подбора, 5,0 передачи, 2,2 блока и 1,5 перехвата за игру. В сезоне 2003–04 Гарнетт набрал набирал в среднем 24,2 очка, 13,9 подбора, 5,0 передачи, 2,2 блок-шота и 1,5 перехвата за игру за сезон. Он стал лидером лиги по подборам, Гарнетт впервые в своей карьере был назван самым ценным игроком лиги. С рекордными для франшизы 58 победами «Тимбервулвз» ворвались в плей-офф и, наконец, победили «Денвер Наггетс» со счетом 4–1 в первом раунде. После победы над сильным «Сакраменто Кингз» со счетом 4–3 в полуфинале Западной конференции Гарнетт и «Тимбервулвз» встретились с «Лейкерс» в финале Западной конференции. «Лос-Анджелес Лейкерс» одержали победу в серии со счетом 4–2.

#### Разочарование (2004-2007)
4 января 2005 года Гарнетт набрал рекордные в карьере 47 очков и сделал 17 подборов в матче против «Финикс Санз» со счетом 115-122. Он также был включен во вторую команду НБА, но «Тимбервулвз» впервые за восемь лет не смогли выйти в плей-офф с результатом 44-38. Сезон 2005/06 принес Гарнетту еще больше разочарований. Спрюэлл отказался от продления контракта на три года стоимостью 21 миллион долларов, и «волки» обменяли Касселла, опасаясь его травм и возраста, на гораздо менее результативного Марко Ярича, и рекорд команды в сезоне 2005/06 упал до 33-49. Несмотря на игру Гарнетта, команда установила второй худший результат с тех пор, как он присоединился к франшизе. Рекорд «Тимбервулвз» еще больше снизился в сезоне 2006/07, составив в том сезоне 32-50 очков. В обоих этих сезонах Гарнетт завоевал звание третьей команды НБА.
В межсезонье 2007 года Глен Тейлор признался, что, хотя он и планировал сохранить Гарнетта, он, наконец, прислушался к предложениям по обмену. Имя Гарнетта упоминалось в различных слухах о сделках с участием «Чикаго Буллз», «Лос-Анджелес Лейкерс», «Голден Стэйт Уорриорз», «Индиана Пэйсерс», «Бостон Селтикс», «Финикс Санз» и «Даллас Маверикс». Позже Гарнетт подтвердил, что его предпочтительными местами для обмена были «Лейкерс», «Селтикс» и «Санс». Первоначально он связался с суперзвездой «Лейкерс» Коби Брайантом по поводу присоединения к команде, поскольку «Лейкерс» были его первоначальным лучшим выбором, но Брайант не отвечал на звонки. Гарнетт заявил: «Я просто честен со всеми. Я хотел связаться с Коби. У нас с Коби были разные отношения. Когда Коби-Шак выступил со своим маленьким шоу, многие люди последовали за Шаком. Многие люди даже не связывались с Коби. Знаешь, Коби, неважно. Один из очень немногих, кто просто остался с ним. В любом случае, я был нейтральным парнем. Я всем показываю любовь. Я пытался связаться с ним, но не смог дозвониться». Изначально у «Лейкерс» была договоренность о торговле, в которой участвовали Ламар Одом и Эндрю Байнум.

### Бостон Селтикс (2007-2013)

#### Чемпионство НБА, награда DPOY и травма (2007-2009)
31 июля 2007 года Гарнетт был обменян в «Бостон Селтикс» на Эла Джефферсона, Райана Гомеса, Себастьяна Телфэра, Джеральда Грина, Тео Рэтлиффа, денежные соображения, выбор в первом раунде драфта 2009 года «Бостоном» (топ-3 защищенный) и выбор в первом раунде 2009 года, который «Миннесота» обменяла в «Бостон» в сделке Рикки Дэвиса–Уолли Щербяка в 2006 году. Сделка «7 на 1» представляет собой наибольшее количество игроков, обменянных на одного игрока в истории лиги. На момент обмена у Гарнетта был самый продолжительный срок пребывания в одной команде из всех игроков НБА, отыграв за «Тимбервулвз» свои первые 12 сезонов (в общей сложности 927 игр). Гарнетт сказал, что гордится тем, что является частью «Селтикс», и надеется продолжить их славные традиции и добиться баскетбольных успехов. В день, когда было объявлено о сделке, он подписал трехлетний контракт на сумму 60 миллионов долларов, который должен был начаться после истечения срока его предыдущей сделки в 2009 году. 1 августа, на следующий день после подписания контракта с «Селтикс», Гарнетт сделал церемониальную первую подачу на «Фенуэй Парк» перед матчем «Ред Сокс» – «Ориолз».

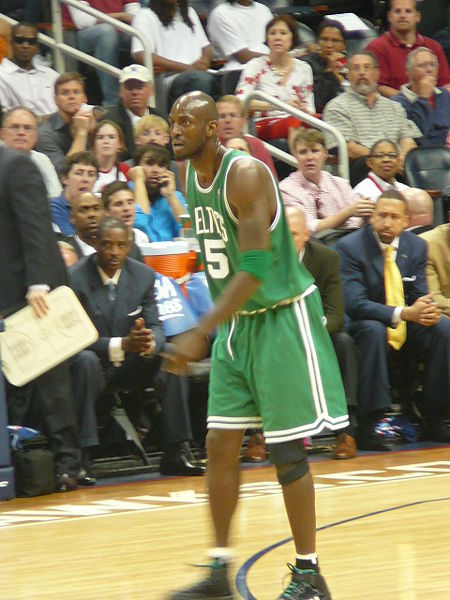
Гарнетт в четвертой игре плей-офф НБА 2008 против Атланта Хокс.

Обмен Гарнетта заставил многих экспертов предположить, что «Селтикс» переживут возрождение в сезоне 2007/08. Сочетание Пола Пирса, Рэя Аллена и Гарнетта почти автоматически получило в СМИ прозвище «Большая тройка» в честь трио Ларри Берда, Кевина Макхейла и Роберта Пэриша. Гарнетт носил майку под номером 5 за «Селтикс» с тех пор, как его номер в «Тимбервулвз», 21-й, был снят «Селтикс», ранее его носил Билл Шарман. Он дебютировал в «Бостоне», отличившись в матче против «Вашингтон Уизардс», набрав 22 очка и сделав 20 подборов. Он также возглавил голосование всех игроков за матч всех звезд НБА 2008 года. Гарнетт получил 2 399 148 голосов, что является шестым по величине результатом в истории голосования всех звезд НБА. Однако Гарнетт не смог сыграть из-за растяжения брюшной полости, и на его замену был назначен нападающий «Детройт Пистонс» Рашид Уоллес. Гарнетт набрал 20 000 очков за свою карьеру, став 32-м игроком в истории НБА, достигшим этой отметки, сделав лэй-ап во второй четверти против «Мемфис Гриззлис» 8 марта. 22 апреля, Гарнетт был признан лучшим игроком обороны НБА в сезоне 2007/08. Это была единственная крупная награда, на которую игрок «Селтикс» не претендовал с момента основания франшизы в 1946 году. Гарнетт сказал, что это была командная работа, которая помогла ему выиграть награду. Он также был третьим в голосовании за MVP года, уступив только Коби Брайанту и Крису Полу. Гарнетт помог «Селтикс» выиграть их 17-й чемпионат НБА, набрав 26 очков и 14 подборов в 6-м матче финала НБА. В течение того чемпионского сезона у Гарнетта и легенды «Селтикс» Билла Расселла завязались отношения, которые Гарнетт расценивал как большое влияние, оказавшее на его успех в течение его первого сезона в «Селтикс». 18 июня 2008 года Гарнетт и Рэй Аллен появились на Позднем Шоу с Дэвидом Леттерманом, вскоре после победы в чемпионате.

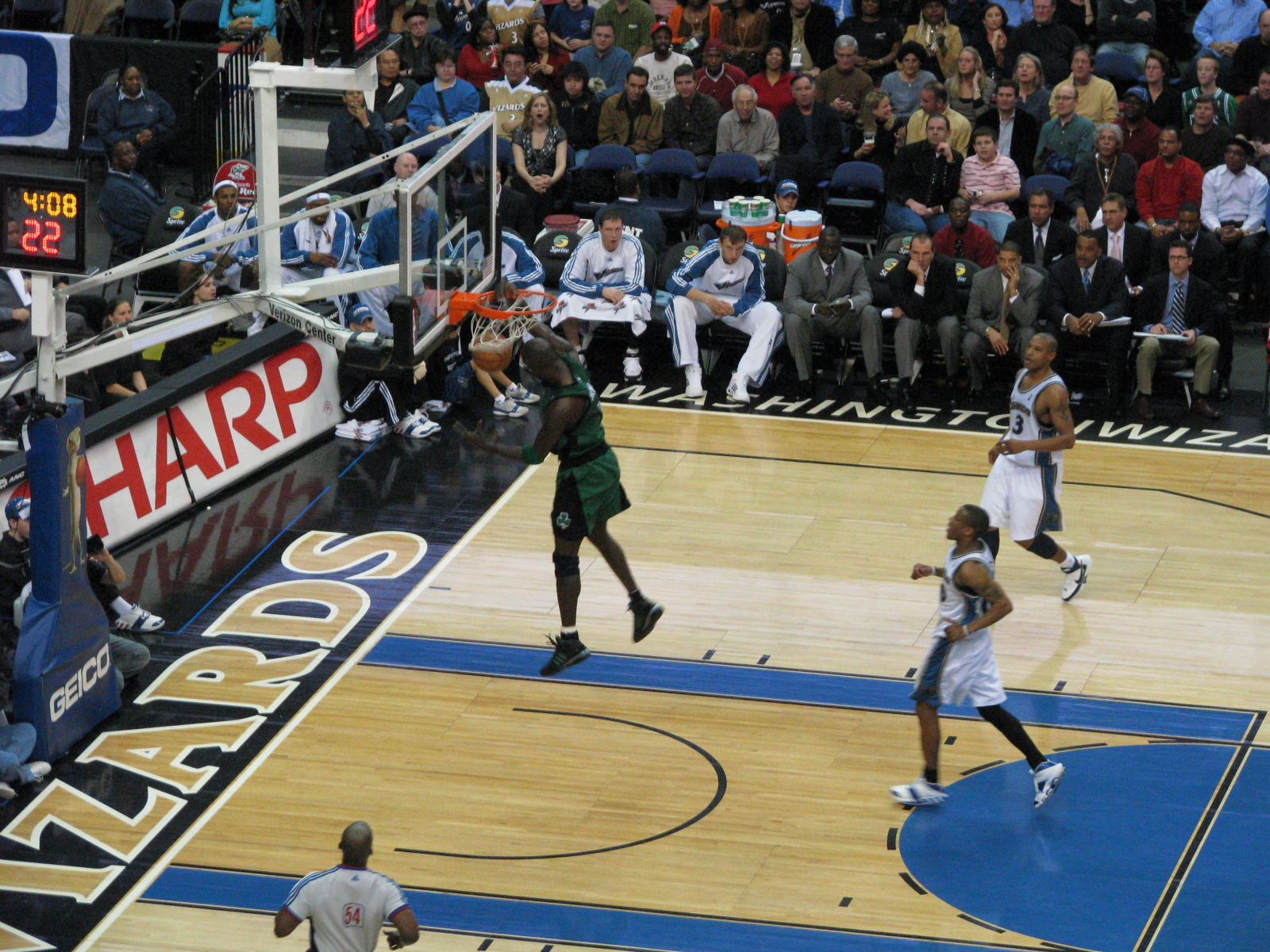
Гарнетт совершает данк в игре против Вашингтон Уизардс.

В сезоне 2008/09 Гарнетт вышел на поле во всех 57 матчах, к которым он смог подготовиться. В среднем он набирал 15,8 очка, делал 8,5 подбора и 2,5 передачи. 31 октября 2008 года Гарнетт стал самым молодым игроком в истории НБА, сыгравшим 1000 матчей за карьеру, в возрасте 32 лет и 165 дней. Гарнетт заработал свой двенадцатый подряд старт в матче всех звезд 15 февраля 2009 года. После него, во время игры против «Юта Джаз», Гарнетт повредил правое колено в конце второй четверти. Травма произошла 19 февраля 2009 года при попытке аллей-упа. Он был вынужден пропустить следующие 14 игр. По возвращении он набирал в среднем девять очков и делал 4,5 подбора в четырех играх, прежде чем был закрыт на сезон, пропустив последние 25 игр регулярного чемпионата, а также плей-офф 2009 года из-за травмы колена. В мае 2009 года он перенес операцию на колене. Без Гарнетта «Селтикс» вышли в полуфинал Восточной конференции, но уступили «Орландо Мэджик».

## Личная жизнь
В июле 2004, Гарнетт женился на своей девушке Брэнди Падилья в Калифорнии. Из-за свадьбы, Гарнетт не принял участие в летних Олимпийских играх 2004. В семье растут 2 дочери.
Имеет прозвища «The Big Ticket», «KG», «The Kid» и «The Franchise».

## Статистика

### Статистика в НБА
| Сезон                                                                                    | Команда   | Регулярный сезон | Регулярный сезон | Регулярный сезон | Регулярный сезон | Регулярный сезон | Регулярный сезон | Регулярный сезон | Регулярный сезон | Регулярный сезон | Регулярный сезон | Регулярный сезон | Серия плей-офф | Серия плей-офф | Серия плей-офф | Серия плей-офф | Серия плей-офф | Серия плей-офф | Серия плей-офф | Серия плей-офф | Серия плей-офф | Серия плей-офф | Серия плей-офф |
| Сезон                                                                                    | Команда   | GP               | GS               | MPG              | FG%              | 3P%              | FT%              | RPG              | APG              | SPG              | BPG              | PPG              | GP             | GS             | MPG            | FG%            | 3P%            | FT%            | RPG            | APG            | SPG            | BPG            | PPG            |
| ---------------------------------------------------------------------------------------- | --------- | ---------------- | ---------------- | ---------------- | ---------------- | ---------------- | ---------------- | ---------------- | ---------------- | ---------------- | ---------------- | ---------------- | -------------- | -------------- | -------------- | -------------- | -------------- | -------------- | -------------- | -------------- | -------------- | -------------- | -------------- |
| 1995/96                                                                                  | Миннесота | 80               | 43               | 28,7             | 49,1             | 28,6             | 70,5             | 6,3              | 1,8              | 1,1              | 1,6              | 10,4             | Не участвовал  | Не участвовал  | Не участвовал  | Не участвовал  | Не участвовал  | Не участвовал  | Не участвовал  | Не участвовал  | Не участвовал  | Не участвовал  | Не участвовал  |
| 1996/97                                                                                  | Миннесота | 77               | 77               | 38,9             | 49,9             | 28,6             | 75,4             | 8,0              | 3,1              | 1,4              | 2,1              | 17,0             | 3              | 3              | 41,7           | 47,1           | 100,0          | 100,0          | 9,3            | 3,7            | 1,3            | 1,0            | 17,3           |
| 1997/98                                                                                  | Миннесота | 82               | 82               | 39,3             | 49,1             | 18,8             | 73,8             | 9,6              | 4,2              | 1,7              | 1,8              | 18,5             | 5              | 5              | 38,8           | 48,0           | -              | 77,8           | 9,6            | 4,0            | 0,8            | 2,4            | 15,8           |
| 1998/99                                                                                  | Миннесота | 47               | 47               | 37,9             | 46,0             | 28,6             | 70,4             | 10,4             | 4,3              | 1,7              | 1,8              | 20,8             | 4              | 4              | 42,5           | 44,3           | 0,0            | 73,9           | 12,0           | 3,8            | 1,8            | 2,0            | 21,8           |
| 1999/00                                                                                  | Миннесота | 81               | 81               | 40,0             | 49,7             | 37,0             | 76,5             | 11,8             | 5,0              | 1,5              | 1,6              | 22,9             | 4              | 4              | 42,8           | 38,5           | 66,7           | 81,3           | 10,8           | 8,8            | 1,3            | 0,8            | 18,8           |
| 2000/01                                                                                  | Миннесота | 81               | 81               | 39,5             | 47,7             | 28,8             | 76,4             | 11,4             | 5,0              | 1,4              | 1,8              | 22,0             | 4              | 4              | 41,3           | 46,6           | 0,0            | 83,3           | 12,0           | 4,3            | 1,0            | 1,5            | 21,0           |
| 2001/02                                                                                  | Миннесота | 81               | 81               | 39,2             | 47,0             | 31,9             | 80,1             | 12,1             | 5,2              | 1,2              | 1,6              | 21,2             | 3              | 3              | 43,3           | 42,9           | 50,0           | 71,9           | 18,7           | 5,0            | 1,7            | 1,7            | 24,0           |
| 2002/03                                                                                  | Миннесота | 82               | 82               | 40,5             | 50,2             | 28,2             | 75,1             | 13,4             | 6,0              | 1,4              | 1,6              | 23,0             | 6              | 6              | 44,2           | 51,4           | 33,3           | 60,7           | 15,7           | 5,2            | 1,7            | 1,7            | 27,0           |
| 2003/04                                                                                  | Миннесота | 82               | 82               | 39,4             | 49,9             | 25,6             | 79,1             | 13,9             | 5,0              | 1,5              | 2,2              | 24,2             | 18             | 18             | 43,5           | 45,2           | 31,3           | 77,6           | 14,6           | 5,1            | 1,3            | 2,3            | 24,3           |
| 2004/05                                                                                  | Миннесота | 82               | 82               | 38,1             | 50,2             | 24,0             | 81,1             | 13,5             | 5,7              | 1,5              | 1,4              | 22,2             | Не участвовал  | Не участвовал  | Не участвовал  | Не участвовал  | Не участвовал  | Не участвовал  | Не участвовал  | Не участвовал  | Не участвовал  | Не участвовал  | Не участвовал  |
| 2005/06                                                                                  | Миннесота | 76               | 76               | 38,9             | 52,6             | 26,7             | 81,0             | 12,7             | 4,1              | 1,4              | 1,4              | 21,8             | Не участвовал  | Не участвовал  | Не участвовал  | Не участвовал  | Не участвовал  | Не участвовал  | Не участвовал  | Не участвовал  | Не участвовал  | Не участвовал  | Не участвовал  |
| 2006/07                                                                                  | Миннесота | 76               | 76               | 39,4             | 47,6             | 21,4             | 83,5             | 12,8             | 4,1              | 1,2              | 1,7              | 22,4             | Не участвовал  | Не участвовал  | Не участвовал  | Не участвовал  | Не участвовал  | Не участвовал  | Не участвовал  | Не участвовал  | Не участвовал  | Не участвовал  | Не участвовал  |
| 2007/08                                                                                  | Бостон    | 71               | 71               | 32,8             | 53,9             | 0,0              | 80,1             | 9,2              | 3,4              | 1,4              | 1,3              | 18,8             | 26             | 26             | 38,0           | 49,5           | 25,0           | 81,0           | 10,5           | 3,3            | 1,3            | 1,1            | 20,4           |
| 2008/09                                                                                  | Бостон    | 57               | 57               | 31,1             | 53,1             | 25,0             | 84,1             | 8,5              | 2,5              | 1,1              | 1,2              | 15,8             | Не участвовал  | Не участвовал  | Не участвовал  | Не участвовал  | Не участвовал  | Не участвовал  | Не участвовал  | Не участвовал  | Не участвовал  | Не участвовал  | Не участвовал  |
| 2009/10                                                                                  | Бостон    | 69               | 69               | 29,9             | 52,1             | 20,0             | 83,7             | 7,3              | 2,7              | 1,0              | 0,8              | 14,3             | 23             | 23             | 33,3           | 49,5           | 0,0            | 83,9           | 7,4            | 2,5            | 1,1            | 0,9            | 15,0           |
| 2010/11                                                                                  | Бостон    | 71               | 71               | 31,3             | 52,8             | 20,0             | 86,2             | 8,9              | 2,4              | 1,3              | 0,8              | 14,9             | 9              | 9              | 36,4           | 44,1           | 0,0            | 75,9           | 10,9           | 2,6            | 1,9            | 1,0            | 14,9           |
| 2011/12                                                                                  | Бостон    | 60               | 60               | 31,1             | 50,3             | 33,3             | 85,7             | 8,2              | 2,9              | 0,9              | 1,0              | 15,8             | 20             | 20             | 36,9           | 49,7           | 25,0           | 81,3           | 10,3           | 1,5            | 1,2            | 1,5            | 19,2           |
| 2012/13                                                                                  | Бостон    | 68               | 68               | 29,7             | 49,6             | 12,5             | 78,6             | 7,8              | 2,3              | 1,1              | 0,9              | 14,8             | 6              | 6              | 35,4           | 50,0           | 0,0            | 94,1           | 13,7           | 3,5            | 0,8            | 1,0            | 12,7           |
| 2013/14                                                                                  | Бруклин   | 54               | 54               | 20,5             | 44,1             | 0,0              | 80,9             | 6,6              | 1,5              | 0,8              | 0,7              | 6,5              | 12             | 12             | 20,8           | 52,4           | 0,0            | 73,9           | 6,3            | 1,3            | 0,8            | 0,4            | 6,9            |
| 2014/15                                                                                  | Бруклин   | 42               | 42               | 20,3             | 45,5             | 16,7             | 82,9             | 6,8              | 1,6              | 1,0              | 0,3              | 6,8              | Не участвовал  | Не участвовал  | Не участвовал  | Не участвовал  | Не участвовал  | Не участвовал  | Не участвовал  | Не участвовал  | Не участвовал  | Не участвовал  | Не участвовал  |
| 2014/15                                                                                  | Миннесота | 5                | 5                | 19,6             | 58,1             | 0,0              | 50,0             | 5,2              | 1,6              | 1,0              | 0,8              | 7,6              | Не участвовал  | Не участвовал  | Не участвовал  | Не участвовал  | Не участвовал  | Не участвовал  | Не участвовал  | Не участвовал  | Не участвовал  | Не участвовал  | Не участвовал  |
| 2015/16                                                                                  | Миннесота | 38               | 38               | 14,6             | 47,0             | 0,0              | 66,7             | 3,9              | 1,6              | 0,7              | 0,3              | 3,2              | Не участвовал  | Не участвовал  | Не участвовал  | Не участвовал  | Не участвовал  | Не участвовал  | Не участвовал  | Не участвовал  | Не участвовал  | Не участвовал  | Не участвовал  |
|                                                                                          | Всего     | 1462             | 1425             | 34,5             | 49,7             | 27,5             | 78,9             | 10,0             | 3,7              | 1,3              | 1,4              | 17,8             | 143            | 143            | 36,9           | 47,8           | 27,3           | 78,9           | 10,7           | 3,3            | 1,2            | 1,3            | 18,2           |
| Наведите курсор мыши на аббревиатуры в заголовке таблицы, чтобы прочесть их расшифровку. |           |                  |                  |                  |                  |                  |                  |                  |                  |                  |                  |                  |                |                |                |                |                |                |                |                |                |                |                |